# St. Peter und Paul (Chojnów)

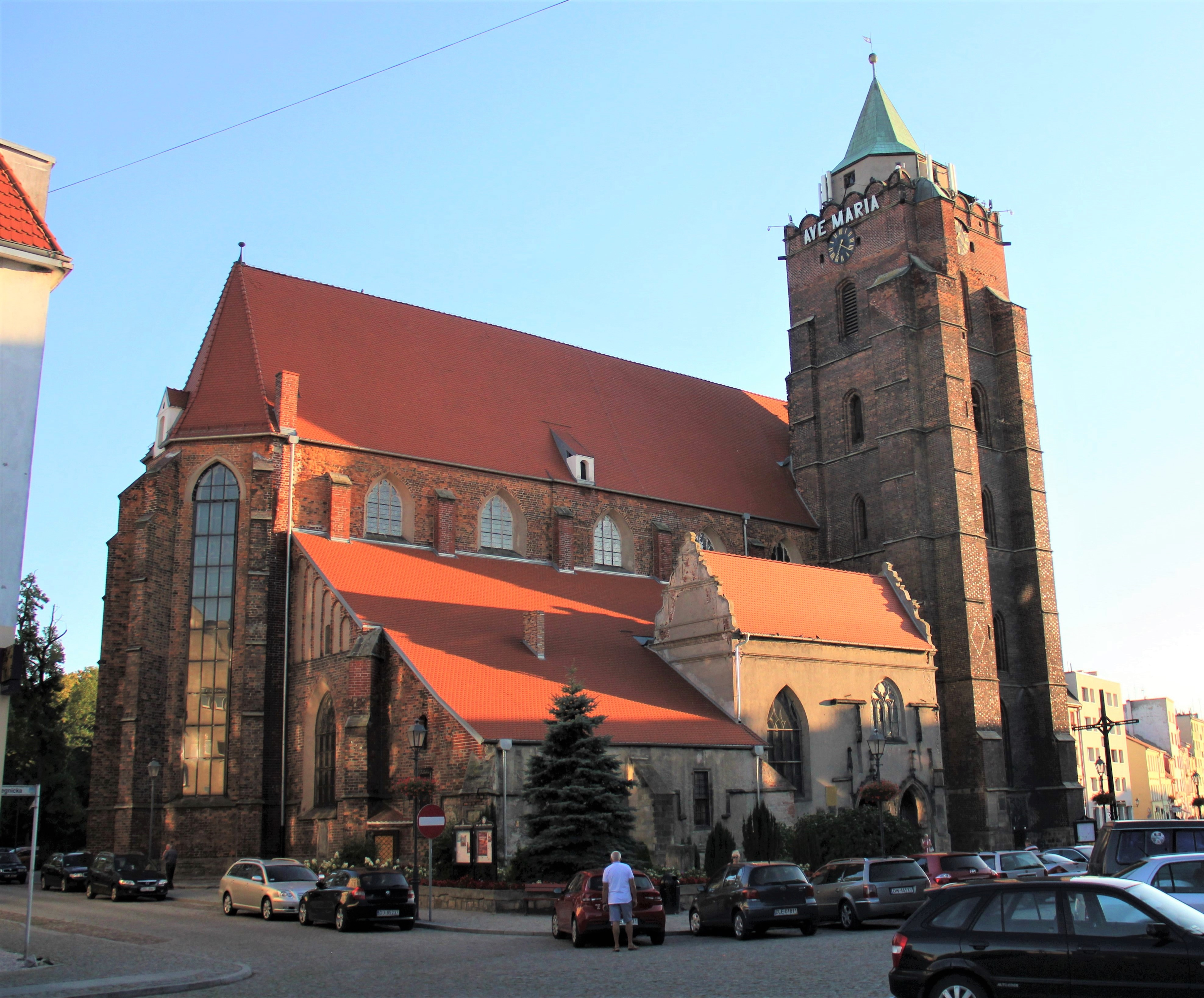
St. Peter und Paul (Chojnów)

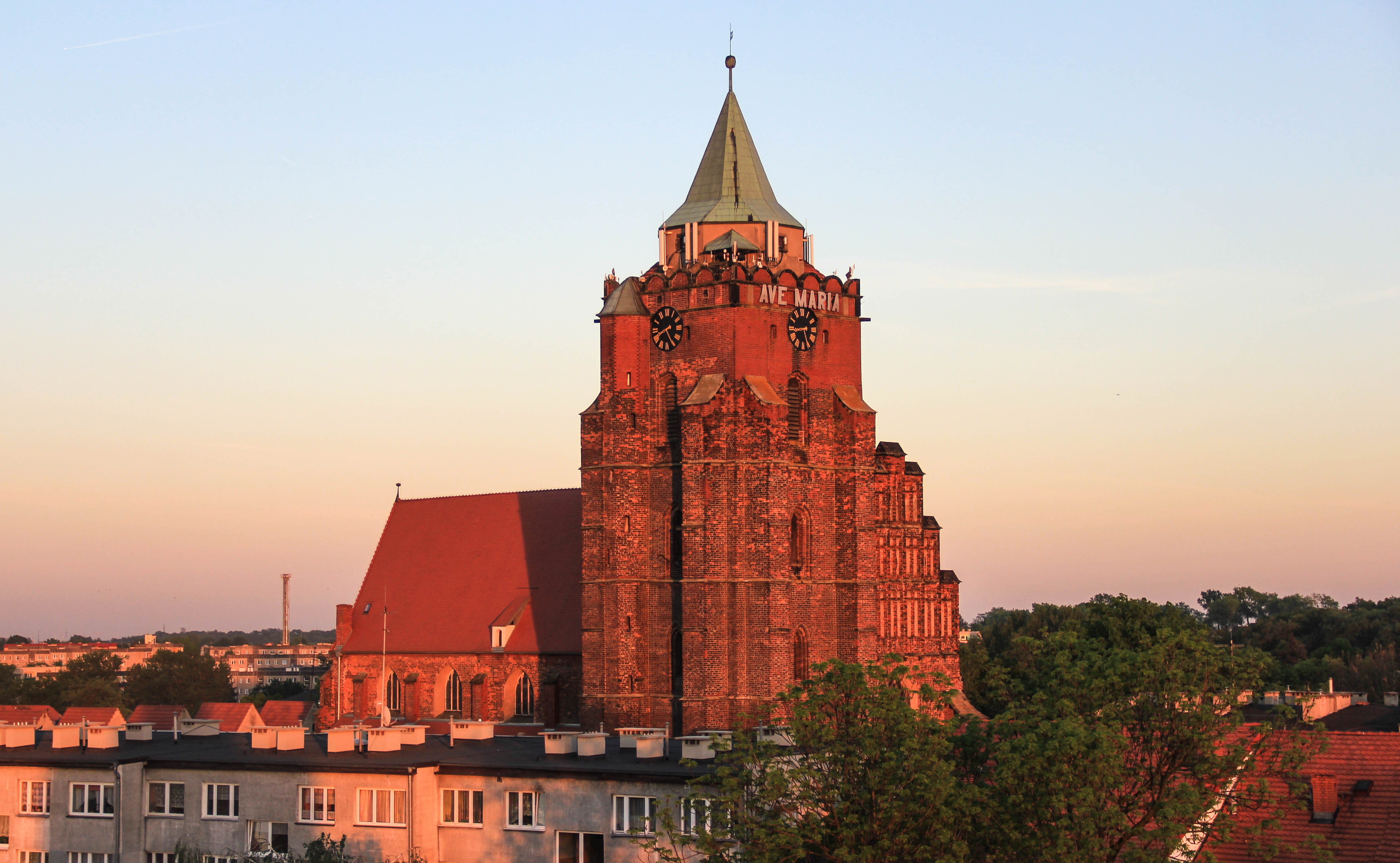
Nordwestansicht

Die römisch-katholische Kirche St. Peter und Paul (polnisch Kościół Świętych Apostołów Piotra i Pawła w Chojnowie) ist eine gotische Basilika in Chojnów (deutsch: Haynau) in Niederschlesien, die als Pfarrkirche der Stadt dient. 
Die Kirche ist seit dem Jahr 1299 nachweisbar und war von Anbeginn als Pfarrkirche „Unserer Lieben Frau“ geweiht. 1535–1701 und 1707–1945 war sie ein evangelisches Gotteshaus. Danach erhielt sie das heutige Patrozinium.

## Geschichte
Das gotische Bauwerk wurde anstelle eines Vorgängerbauwerks aus der ersten Hälfte des 14. Jahrhunderts von 1390 bis 1468 erbaut und enthält Kapellen aus dem 15./16. Jahrhundert. Nach Zerstörung im Jahr 1651 wurde sie bis 1659 (nach Inschrift auf dem Schlussstein des Hauptschiffs) wieder aufgebaut. Während der Befreiungskriege wurde sie als Hospital genutzt und im Jahr 1857 renoviert, wobei unter anderem Altar und Kanzel erneuert wurden. Weitere grundlegende Renovierungen erfolgten in den Jahren 1910–1911, wobei das Maßwerk wiederhergestellt und das Westportal ausgetauscht wurde, sowie 1962–1970. Die Kirche ist in Backstein unter dekorativer Verwendung schwarzgebrannter Binder erbaut, der Architekturdekor besteht aus Sandstein, der Sockel des Chores aus Bruchstein.

## Architektur

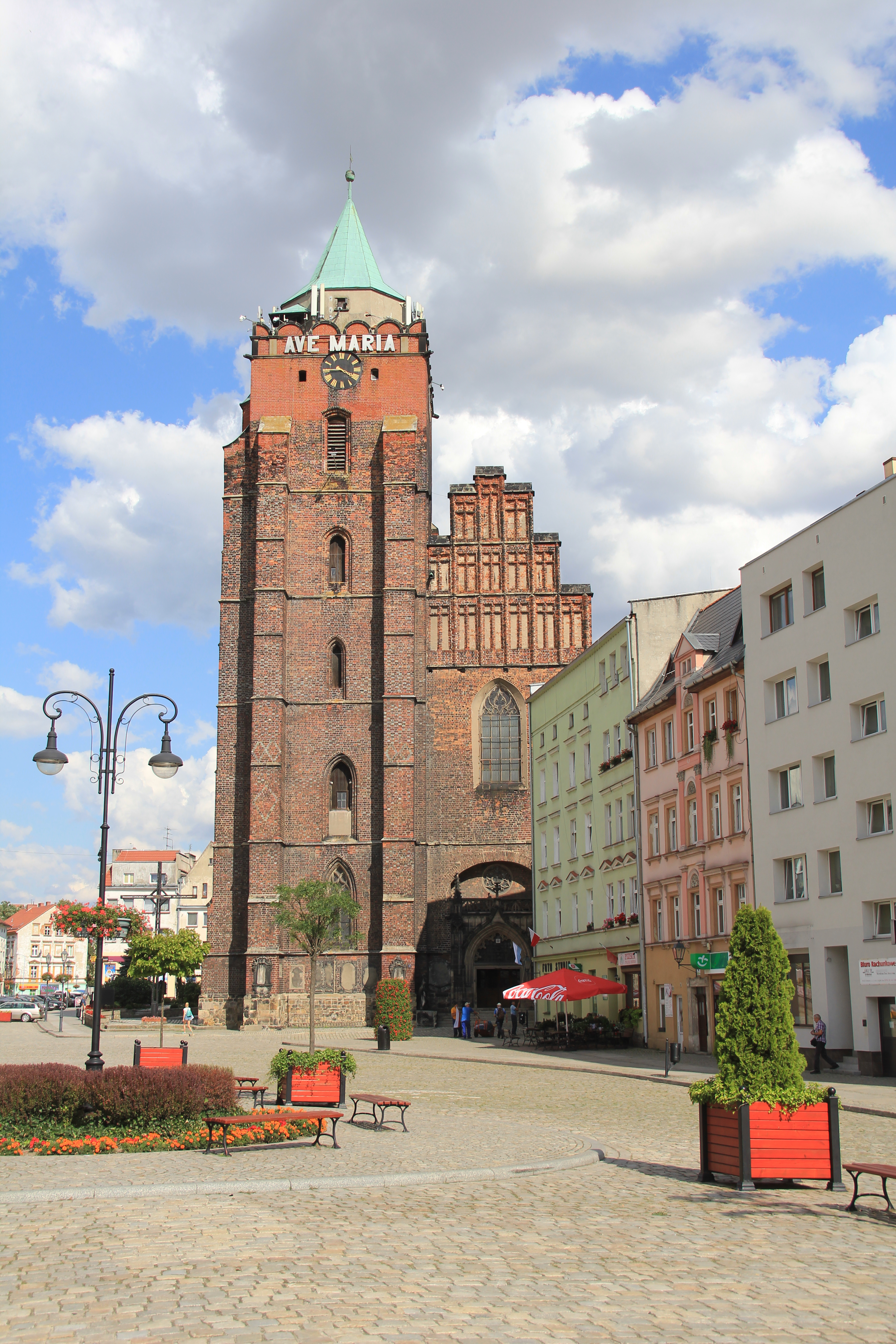
Westfassade mit Glockenturm

Die dreischiffige, sechsjochige Basilika von 1468 hat einen polygonal geschlossenen Chor und ist mit Sterngewölben auf Konsolen geschlossen. Die Gewölbe des Mittelschiffs wurden 1659 wieder hergestellt, die Seitenschiffsgewölbe 1653. In der Nordwestecke steht ein quadratischer Turm, der zum Chor durch Arkaden geöffnet und von einer Renaissance-Attika bekrönt wird, im oberen Teil achteckig ausgebildet ist und mit einem achtflächigen Zeltdach von 1659 schließt, er wird durch einen polygonalen Treppenturm erschlossen. Die Hauptfassade ist mit einem neugotischen Portal von 1910–1911 versehen und wird bekrönt von einem spätgotischen Treppengiebel mit rechteckigen Blenden, die mit Fenstergittern versehen sind. Das Bauwerk wird durch dreiteilige Spitzbogenfenster mit Gewände und Maßwerk erhellt. 
Im Norden ist eine zweijochige Sakristei aus dem 16. Jahrhundert mit Kreuzgratgewölbe angebaut, weiterhin die sogenannte Busewoy-Kapelle aus der Mitte des 16. Jahrhunderts mit Netzgewölbe. Die Vorhalle aus dem 14./15. Jahrhundert wird mit einem Springgewölbe geschlossen und ist mit Konsolen und Schlusssteinen mit Flachrelief versehen und ist durch zwei profilierte Arkaden mit Eselsrückenbogen geöffnet, die durch Wimperge und Baldachine bekrönt werden; das Geschoss mit Renaissance-Giebeln wurde im 16. Jahrhundert aufgestockt. 
Im Süden ist die Tuchmacherkapelle von 1469 angebaut, die den Heiligen Andreas und Katharina geweiht ist.

## Ausstattung

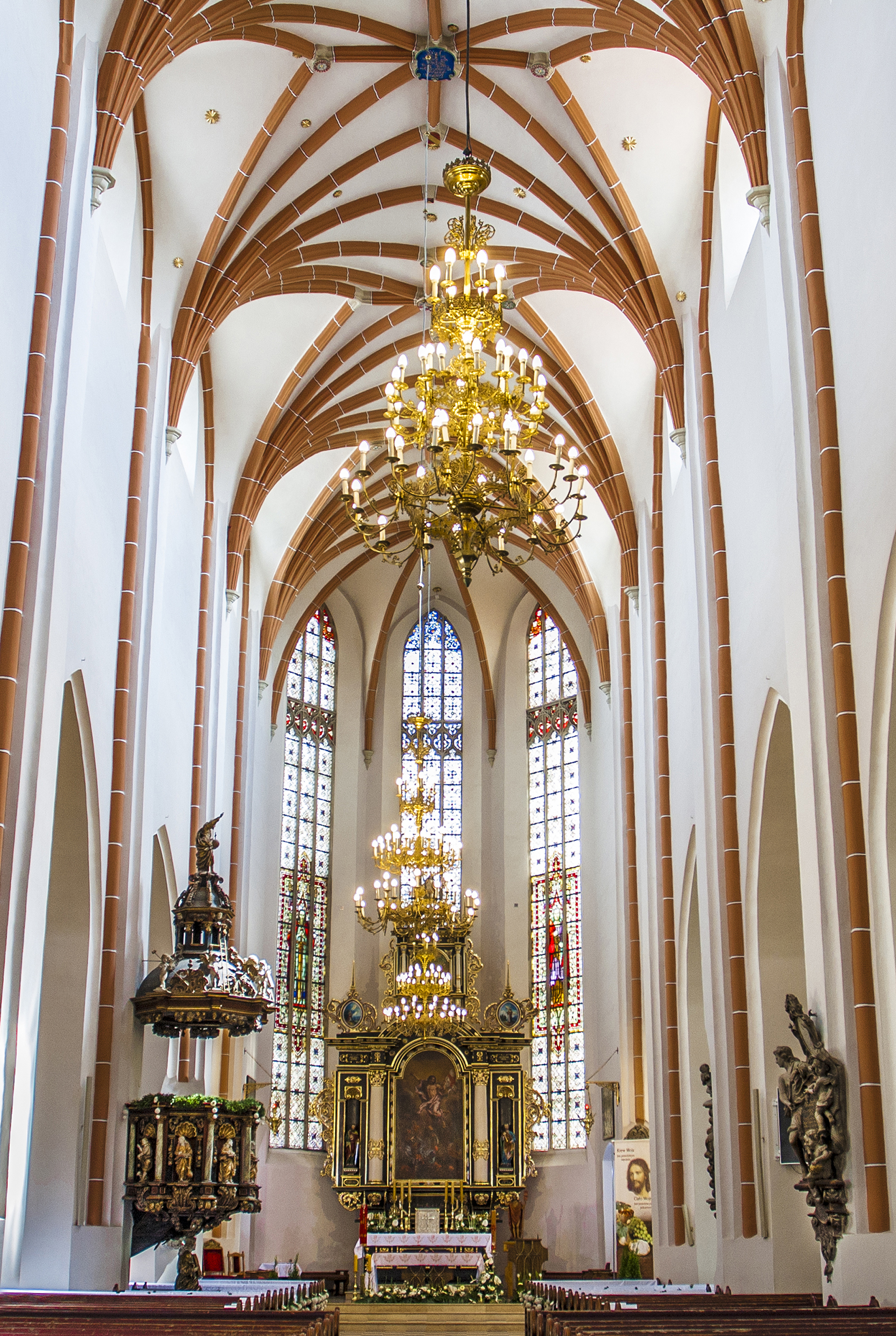
Innenansicht

Die frühbarocke Ausstattung besteht aus einem architektonischen Hauptaltar aus der Zeit um 1661, der die Auferstehung Christi im Gemälde von G. Ostermeyer zeigt, das 1678 als Geschenk eines ehemaligen Haynauer Patriziers aus Augsburg gestiftet wurde. Ein spätgotisches Triptychon der Vier Jungfrauen aus der Zeit um 1500 zeigt im Altarschrein eine neue Muttergottesfigur und auf der Rückseite der Flügel eine Verkündigungsszene. Die Kanzel aus dem Jahr 1671 ruht auf einer Engelsfigur und zeigt in den durch Säulen getrennten Nischen des Korbs die Evangelisten und den Heiligen Johannes den Täufer, auf dem kuppelartigen Baldachin sind Engel mit den Arma Christi dargestellt, auf der Laterne Christus als Salvator mundi, dekoriert mit Obstbouquets und -gehängen sowie Ohrmuschel- und Knorpelwerkornamentik; die Farbfassung stammt vom Liegnitzer Maler Balthasar Giller. Das Taufbecken stammt aus dem Jahr 1660. Der Musikchor und der Orgelprospekt wurden 1682 von Henryk Vente aus Liegnitz erneuert. Gemälde aus dem 17. Jahrhundert zeigen das Letzte Abendmahl und die Geißelung Christi.
Im Südschiff sind am Altar Figuren der Heiligen Petrus und Paulus aufgestellt, die aus der Lemberger Rokokoschule stammen. Über dem Nordeingang ist ein schmiedeeisernes Gitter von 1608 zu finden, das von einem Grabmal der Herzogin Anna von Württemberg († 1616) stammt, deren Zinnsarkophag in der Kirchenkrypta aufbewahrt wird.
Im Innenraum ist unter anderem ein Renaissance-Epitaph des Caspar Harter († 1569) mit einer unter einem Kruzifix knienden Gestalt von 1573 zu finden, außerdem frühbarocke Epitaphien eines Kindes († 1665)  und K. Rüdingers († 1672) sowie mehrere spätbarocke Epitaphien mit reichem figürlichen und ornamentalen Dekor:
- für Theodor Toll († 1709) mit einer auf dem Sarkophag sitzenden Frauenfigur und einer ovalen Inschrifttafel mit Chronostichon in der Bekrönung,
- für Johann Ferdinand Brünig († 1739), Christian Gottlieb Reisner, Johann Christian Sauer († 1720) ehemals mit ovalen Porträts.

In der Busewoy-Kapelle sind ganzfigurige Grabplatten für Wolf von Busewoy († 1543), farbig gefasst im Renaissancestil vom Monogrammist I. W. von 1551 zu finden, weiterhin in den Boden eingelassene Platten. An den Außenmauern sind zahlreiche weitere Grabplatten und Epitaphien des 16. bis 19. Jahrhunderts zu finden, die nach Aufhebung des Friedhofs im Jahr 1818 teilweise nachträglich eingemauert wurden, unter anderem mit der Auferstehung Christi an der nördlichen Kirchenwand.